# Alias Angelus
Pour les articles homonymes, voir Angel.
Alias Angelus est le 7e épisode de la saison 1 de la série télévisée Buffy contre les vampires.

## Synopsis
À la suite d'une attaque du Trio, un groupe de trois guerriers vampires envoyés par Le Maître, Buffy invite un Angel blessé à se réfugier chez elle et y passer la nuit. Lorsqu'elle rentre chez elle le lendemain après une journée de cours, Buffy trouve Angel dans sa chambre, où il a passé la journée. Le couple échange son premier baiser mais Angel se change soudainement en vampire, sous les yeux horrifiés de Buffy. Voyant sa surprise et sa peur, il s'enfuit. Le lendemain, elle en informe les autres. Giles insiste sur l'impossibilité pour un vampire de faire le bien, étant des créatures démoniaques. Alex, jaloux de la relation naissante entre Buffy et Angel, l'encourage à accomplir son devoir de Tueuse et l'éliminer. Malgré tout, Buffy reste réticente, ayant encore de l'affection pour le vampire. 
En parallèle, en apprenant que le Trio n'a pas réussi à éliminer la Tueuse, le Maître charge Darla de cette mission. Son plan étant de se servir d'Angel pour éliminer la Tueuse, elle se rend d'abord chez le vampire. Elle lui rappelle l'impossibilité de son amour avec la jeune fille et tente de le pousser à embrasser pleinement sa véritable nature. Elle se fait ensuite inviter par Joyce, qu'elle mord, mais est surprise par Angel au moment ou il passait chez Buffy en espérant pouvoir lui parler. Darla pousse Joyce inconsciente dans les bras d'Angel avant de s'enfuir. Buffy arrive à ce moment et, croyant qu'Angel est l'auteur de l'agression, se bat contre lui et le chasse de chez elle. Giles découvre plus tard en parlant avec Joyce à l'hôpital qu'elle a été agressé par Darla, et non Angel, et se précipite prévenir et aider Buffy avec Willow et Alex. Pendant ce temps, Buffy traque Angel jusqu'au Bronze, mais, au moment de porter le coup fatal, tous les deux restent figés. Angel raconte alors son histoire. Après avoir été mordu, il a assassiné les membres de sa famille et a semé la terreur partout ou il est passé, avant d'être maudit par un clan de Bohémiens, en représailles de la mort d'une jeune fille il y a près d'un siècle. Désormais doté d'une âme, il vit dans les remords et les regrets de ses actes passés. Darla arrive à ce moment-là, et annonce à Buffy qu'elle a engendré Angel en le mordant, et qu'ils sont de très anciens amants, avant d'essayer d'éliminer la Tueuse. Angel décide finalement de sauver Buffy en tuant Darla. Lorsqu'il apprend la mort de Darla et du basculement définitif d'Angel, Le Maître entre dans une colère noire. Le lendemain, Buffy remercie Angel, mais tous les deux conviennent, après un baiser passionné, de membre un terme à leur histoire, qui ne les mènera nulle part.